# Real Federación Española de Automovilismo
La Real Federación Española de Automovilismo (RFEDA) es la máxima autoridad deportiva del automovilismo de competición en España desde 1968. Esta entidad, que cuenta con más de 20.000 federados, promueve la organización de los Campeonatos, Copas, Trofeos y Challenges del panorama nacional, velando por la aplicación de la normativa y por el buen desarrollo de las pruebas, en colaboración con la FIA. Hasta el año 2000 el nombre oficial fue Federación Española de Automovilismo (FEA).

## Presidentes
- Guillermo Gil de Reboleño, 1940[2] -1968.[3] (Encargado de la FEA dentro de sus labores como vicepresidente del RACE)
- Conde Villapadierna, 1968-1977.[3]
- Fernando de Baviera, 1977-1980.[3]
- Sandro Rocci, 1980-1984.[4]
- Carlos Gracia, 1984-2016.[5]
- Manuel Aviñó, desde 2016.[5]

## Campeonatos actuales[6]
Son o han sido organizados expresamente por la RFEDA en todas o algunas de sus temporadas:
- Súper Campeonato de España de Rally
- Copa de España de Rallyes de Asfalto
- Copa de España de Rallyes de Tierra
- Campeonato de España de Rallyes Todo Terreno
- Campeonato de España de Rallyes para Vehículos Históricos
- Campeonato de España de Eco-Rallyes de Energías Alternativas
- Campeonato de España de Montaña
- Campeonato de España de Autocross
- Copa de España de Rallycross
- Campeonato de España de F4
- Campeonato de España de Camiones
- Campeonato de España de Karting
- TCR Spain

Descontinuados
- Campeonato de España Femenino de Rallyes
- Copa de España de Raids
- Copa de España de Trial 4x4
- CECV/CET
- Copa de España de Vehículos Históricos/Campeonato de España de Vehículos Clásicos
- Copa de España de Camiones y Super-Camiones
- Fórmula Junior 1300/Campeonato de España de Fórmula Junior 1600

## Otras actividades deportivas

### FIA Motorsport Games
En España la RFEDA es la encargada de seleccionar a los representantes españoles en los Motorsport Games de la FIA.
| Edición | Disciplina               | Disciplina | Piloto/s                                               | Pos. |
| ------- | ------------------------ | ---------- | ------------------------------------------------------ | ---- |
| I       | F4                       |            | Belén García                                           | 6.ª  |
| I       | TCR                      |            | Gonzalo M. de Andrés                                   | 15.º |
| I       | GT                       |            | Álvaro Lobera Fernando Navarrete                       | NF   |
| II      | TCR                      |            | Isidro Callejas                                        |      |
| II      | CarCross Sr              |            | Iván Piña                                              |      |
| II      | Rally 2                  |            | Pepe López Borja Rozada                                |      |
| II      | Karting Endurance        |            | Álvaro Bajo Alba Cano José M.Pérez-Aicart Iván Velasco |      |
| II      | Esports                  |            | Alberto García                                         |      |
| II      | F4                       |            | Bruno del Pino                                         |      |
| II      | Rally 4                  |            | Óscar Palomo Rodrigo Sanjuán                           |      |
| II      | Rally Históricos         |            | Antonio Sainz David de la Puente                       |      |
| II      | CarCross Jr              |            | Diego Martínez                                         | 5.º  |
| II      | Karting Slalom           |            | Álvaro Gutiérrez Lucía Gimeno                          | 1/8  |
| II      | GT Sprint                |            | Daniel Juncadella                                      | 9.º  |
| II      | GT Cup                   |            | Gonzalo de Andrés Fernando Navarrete                   | 10.º |
| II      | Drifting                 |            | Álex Pérez                                             | 1/16 |
| II      | Karting Sprint Sr        |            | Nacho Tuñón                                            | NF   |
| II      | Karting Sprint Jr        |            | Aarón García                                           | NF   |
| II      | Autoslalom               |            | Miguel G. Pérez-Carrillo Laura Aparicio                | DNQ  |
| III     | F4                       |            | Juan Cota                                              |      |
| III     | Rally 4 Asfalto          |            | Sergi Pérez Axel Coronado                              |      |
| III     | Rally 4 Tierra           |            | Sergi Pérez Axel Coronado                              |      |
| III     | Rally 2 Asfalto          |            | Alejandro Cachón Borja Rozada                          |      |
| III     | Rally 2 Tierra           |            | José A. Suárez Alberto Iglesias                        |      |
| III     | CarCross Mini            |            | Hugo Fuertes                                           |      |
| III     | Rally Históricos Asfalto |            | Antonio Sainz Carlos Cancela                           |      |
| III     | CarCross Sr              |            | Iván Piña                                              |      |
| III     | CarCross Jr              |            | Diego Martínez                                         |      |
| III     | Karting Endurance        |            | José M. Pérez-Aicart Germán Sánchez Belén García       |      |
| III     | GT Sprint                |            | Daniel Juncadella                                      |      |
| III     | GT Monomarca             |            | Iván Velasco                                           |      |
| III     | Karting Sprint Sr        |            | Rubén Moya                                             |      |
| III     | Karting Sprint Jr        |            | Arias Bosco                                            |      |
| III     | Karting Mini             |            | Nuvola Morales                                         |      |
| III     | TCR                      |            | Eric Gené                                              | 4.º  |
| III     | GT                       |            | Fernando Navarrete Jorge Cabezas                       | 4.º  |
| III     | Rally Históricos Tierra  |            | Antonio Sainz Carlos Cancela                           | 4.º  |
| III     | Esports GT               |            | Andrés Mesa                                            | 6.º  |
| III     | Esports F4               |            | Pablo Espes                                            | 8.º  |
| III     | Drifting                 |            | Rubén Bolaños                                          | 18.º |
| III     | Auto Slalom              |            | Laura Aparicio Adrián Agote                            | DNQ  |
| III     | Karting Slalom           |            | Neus Llin Sandro Pérez                                 | DNQ  |

### Racing Weekend
Desde 2019 organizan el Racing Weekend, un certamen que en cada temporada intenta agrupar los diferentes certámenes nacionales de circuitos en diversos fines de semana de competición amparados por la federación.
| Año  | Campeonatos Principales  | Campeonatos Soporte                           |
| ---- | ------------------------ | --------------------------------------------- |
| 2019 | CET y F4 Spain           | GT-CER                                        |
| 2020 | F4 Spain                 | GT-CER y Renault Clio Cup Spain               |
| 2021 | CET/TCR Spain y F4 Spain | GT-CER, Copa Cooper y Renault Clio Cup Spain  |
| 2022 | CET/TCR Spain y F4 Spain | Renault Clio Cup Spain y Copa Saxo            |
| 2023 | Eurocup-3 y F4 Spain     | Porsche Sprint Challenge Iberia               |
| 2024 | Eurocup-3 y F4 Spain     | Porsche S.C.I. y GR Cup Spain                 |
| 2025 | Eurocup-3 y F4 Spain     | GT, TCR Spain, GR Cup Spain y Clio Cup España |

### Escuderías Nacionales

#### Equipo Nacional Español
Viendo que la creación de la Fórmula 1800 no había servido de mucho para aportar pilotos españoles al panorama nacional de Fórmulas, el nuevo presidente de la FEA Fernando de Baviera, decide crear una escudería propia federativa llamada Equipo Nacional Español destinado a competir en la Fórmula 3 Europea. Durante 3 años el programa tomó forma y contó con el apoyo durante de importantes empresas españolas como Enagas, Empresa Nacional de Petróleos y Danone, además del Consejo Superior de Deportes.
Para el proyecto, adquirieron dos Ralt RT-1, un monoplaza de reciente aparición en la F-3 diseñado por Ron Tauranac. A pesar de los desafíos del idioma, el uso de un coche muy distinto y el desconocimiento de los circuitos europeos, Canomanuel y Kuru Villacieros realizaron una destacada temporada, logrando algunos buenos resultados en todo el continente.
En 1978 la escudería experimentó una reestructuración completa con la incorporación (a través de una selección pública) de dos jóvenes promesas: Jorge Catón y Fermín Vélez, ambos con apenas 18 años. Mientras tanto, Luis Canomanuel optó por retirarse como piloto y centrarse en su papel de director deportivo. Catón alcanzó varios puestos prometedores en los Campeonatos Británicos y Europeo, así como en la Copa del Mundo de F-3, pero Vélez sufrió varios accidentes debido a su ímpetu (uno de ellos con graves quemaduras) que afectaron al ajustado presupuesto del equipo. 
En 1979, se enfocaron principalmente en un solo piloto debido a las limitaciones presupuestarias: Jorge Catón. Mientras tanto, Vélez recibió uno de los Ralt y dos motores para organizar su propio programa de manera paralela. Catón decidió retirarse al final de la temporada debido a la dificultad de conseguir suficientes patrocinadores para continuar. Tras esto el equipo de descontinuó.

#### Ofensiva y Racing for Spain
En 1988 Carlos Gracia decide crear un nuevo programa de promoción, con la creación de diversos equipos llamados Ofensiva Uno para la Fórmula FIAT Uno, Ofensiva Dos para la Fórmula Ford o Renault españolas y el Racing For Spain (Ofensiva Tres) para las Fórmulas internacionales. El ex-piloto valenciano Carlos Abella fue el director deportivo del programa, donde primero Meycom y luego Elide Racing gestionaron técnicamente a los pilotos participantes en las categorías nacionales, mientras Marlboro hasta 1993, Central Hispano en 1994 y Gauloises a posteriori; se encargaron de cubrir los presupuestos del programa internacional. El mayor fruto fue el piloto Pedro Martínez de la Rosa, quien pudo dar el salto a los monoplazas europeos gracias al programa y finalmente alcanzar la Fórmula 1. Pilotos talentosos de aquellos años como Jordi Gené, Iván Arias, Ángel Burgueño, Miguel Ángel de Castro o David Bosch también lograron destacar a nivel internacional. 
Durante la segunda parte de los 90 y principios de los 2000, el programa menguó sus aportes económicos y se limitó a algunas becas a pilotos nacionales para que pudiesen competir a nivel europeo en categorías de karting, hasta que en 2003 y gracias al patrocinio de Repsol y amparados por la estructura técnica del Team Elías, el Racing For Spain regresó como escudería de fórmulas para apoyar en este caso a Javier Villa y Carlos Álvarez en el Campeonato de España de Fórmula Junior 1600 Carlos finalizó quinto y Javi vigésimo. La temporada siguiente José Miguel Gutiérrez y Javier Mingorance fueron los seleccionados, finalizando séptimo y undécimo respectivamente.

## Federaciones autonómicas
| País                 | Federación                                             | Siglas  |
| -------------------- | ------------------------------------------------------ | ------- |
| Andalucía            | Federación Andaluza de Automovilismo                   | FAA     |
| Aragón               | Federación Aragonesa de Automovilismo                  | FADA    |
| Asturias             | Federación de Automovilismo del Principado de Asturias | FAPA    |
| Cantabria            | Federación Cántabra de Automovilismo                   | FCTA    |
| Castilla-La Mancha   | Federación de Automovilismo de Castilla La-Mancha      | FACM    |
| Castilla y León      | Federación de Automovilismo de Castilla y León         | FACyL   |
| Cataluña             | Federación Catalana de Automovilismo                   | FCA     |
| Comunidad Valenciana | Federación de Automovilismo de la Comunidad Valenciana | FEDACV  |
| Extremadura          | Federación Extremeña de Automovilismo                  | FEXA    |
| Galicia              | Federación Gallega de Automovilismo                    | FGA     |
| Islas Baleares       | Federación de Automovilismo las Islas Baleares         | FAIB    |
| Islas Canarias       | Federación Canaria de Automovilismo                    | FCA     |
| Comunidad de Madrid  | Federación Madrileña de Automovilismo                  | FMA     |
| La Rioja             | Federación Riojana de Automovilismo                    | FRA     |
| Región de Murcia     | Federación de Automovilismo de la Región de Murcia     | FARMU   |
| Navarra              | Federación Navarra de Automovilismo                    | FENAuto |
| País Vasco           | Federación Vasca de Automovilismo                      | EAF-FVA |
|                      |                                                        |         |
| Gran Canaria         | Federación de Automovilismo de Las Palmas              | FALP    |
| Tenerife             | Federación de Automovilismo de S.C. de Tenerife        | FIASCT  |
| La Palma             | Federación Insular de Automovilismo de La Palma        | FIALP   |